# Pouteria caimito
Pouteria caimito es un árbol tropical de frutos comestibles perteneciente a la familia sapotaceae, está relacionada con otras sapotáceas del género Pouteria como lo son Pouteria sapota, P. campechiana y P. lucuma.
Recibe el nombres comunes de abiu en Brasil, caimito, caimito amarillo en Cuba, caimo en Costa Rica y Colombia, y cauje en Ecuador. No debe confundirse a esta especie con otra sapotácea que también es llamada caimito: Chrysophyllum cainito, ni con el aguaí blanco (Chrysophyllum viride) ni con el "aguaí anaranjado" (Chrysophyllum gonocarpum).

## Descripción
Árbol que mide hasta 40 m de altura, y tronco de 50 cm, con látex pegajoso blanco. Flores caulinares verde-amarillas. El fruto, redondo ovalado, a veces punteado, amarillento y verdoso al madurar, con 1 a 4 semillas ovales. La pulpa es blanca, translúcida, mucilaginosa, fragante y acaramelada; contiene mucho látex pegajoso en su cáscara, por lo que es recomendable untar los labios con grasa para evitar que se adhiera a ellos.

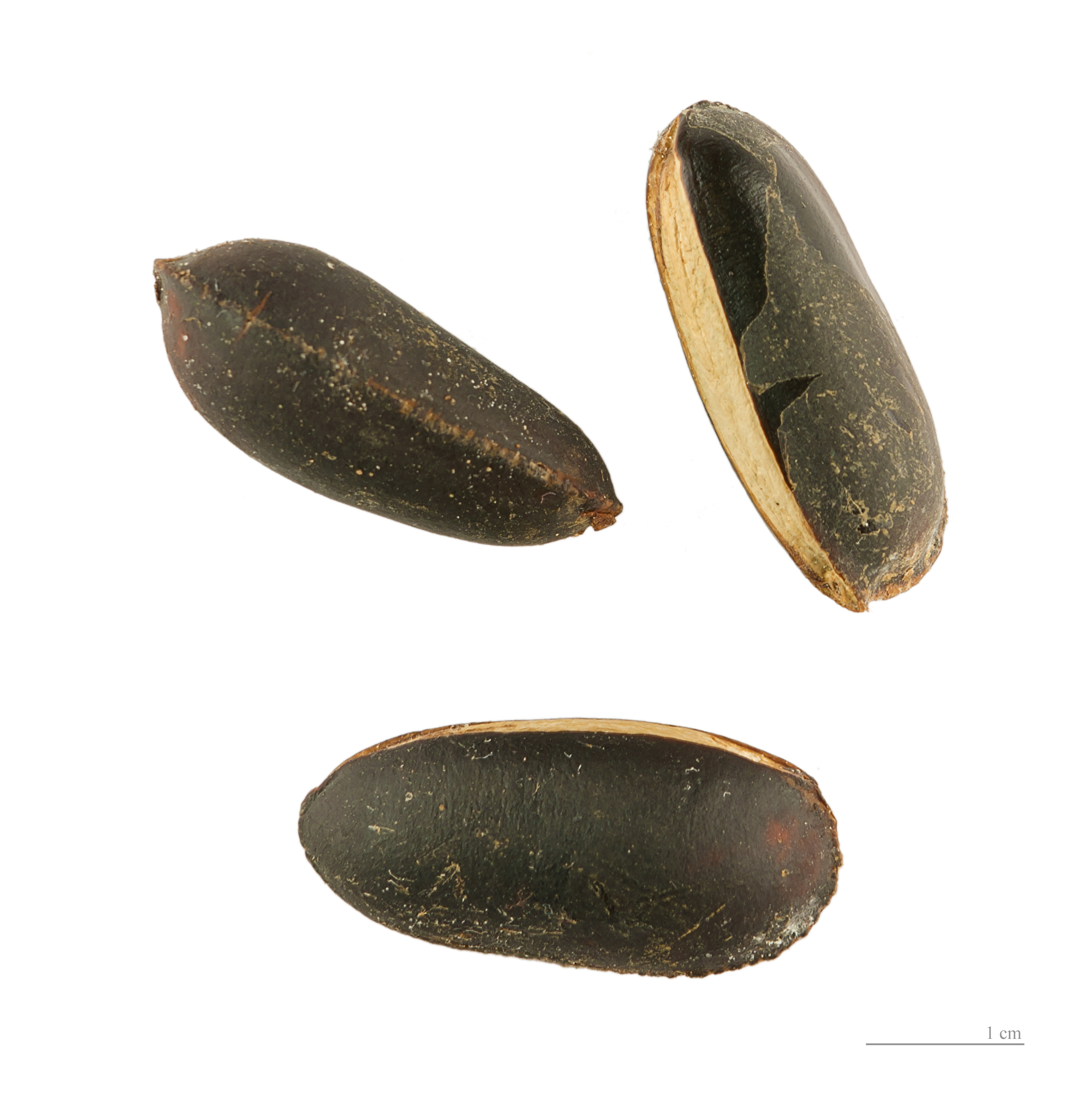
Pouteria caimito
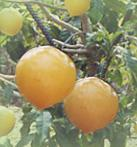
Fruto
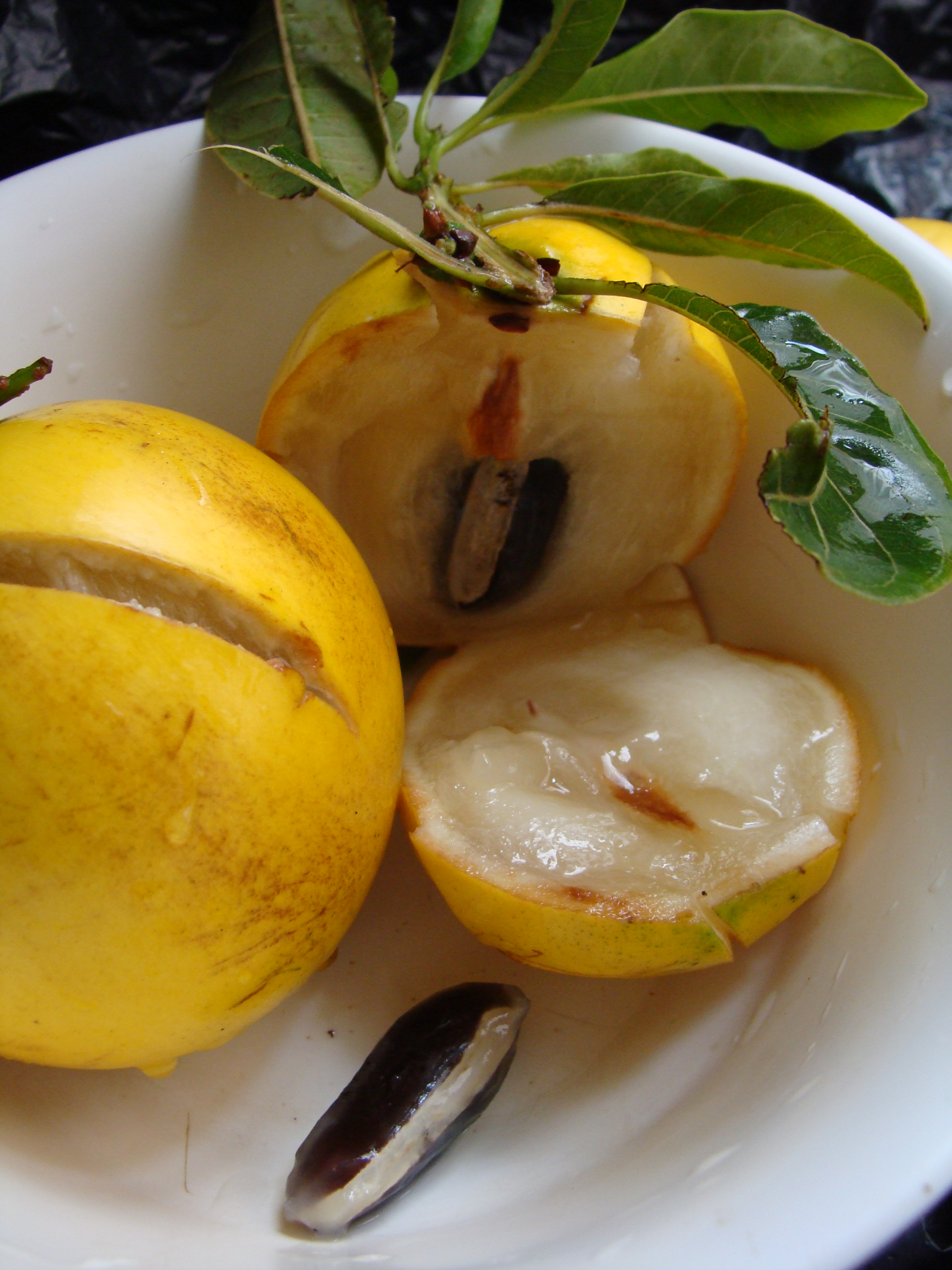
Fruto para la venta
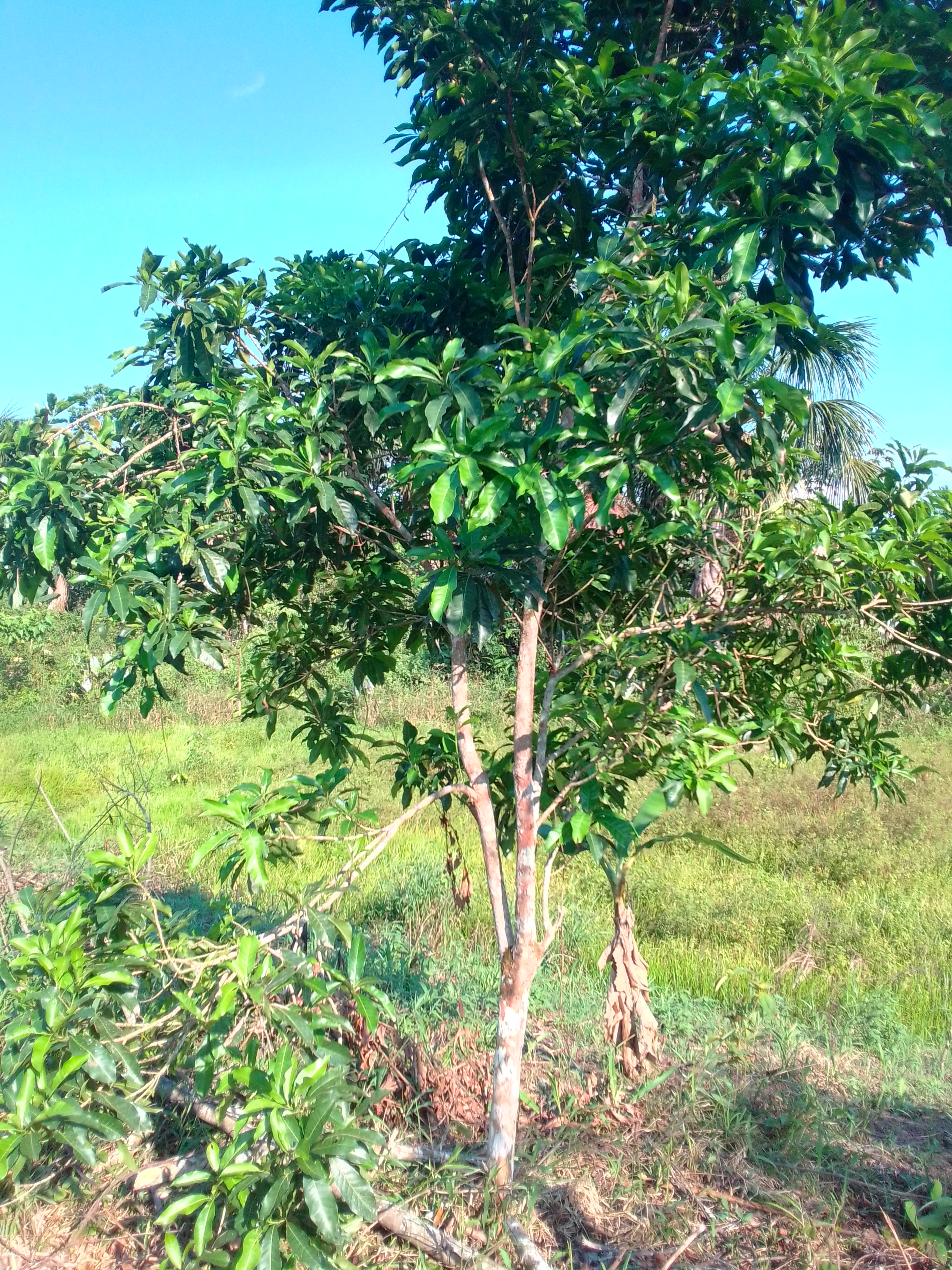
Espécimen joven del árbol de Pouteria caimito en la amazonia peruana.

## Distribución geográfica
Es nativo del Amazonas y el pacífico tropical de Sudamérica. Se puede encontrar desde el Perú hasta Costa Rica, Cuba y el Caribe, es comúnmente sembrado por su fruto comestible. El árbol crece mejor en áreas tropicales y en los lugares que tienen un clima húmedo y cálido durante todo el año.

## Usos
La madera del árbol es densa, pesada y dura y se utiliza como  madera en la construcción.
Culinaria
El fruto del árbol  es comestible y considerado uno de los mejores de los zapotes debido a que tiene el sabor a caramelo dulce de zapote con una textura más suave. Se come habitualmente con las manos y, aunque en Colombia los que comían el fruto de esta manera se les aconsejaba engrasar sus labios para mantener el gomoso látex sin pegarse, este riesgo puede evitarse mediante la selección de frutas maduras y sacando la carne con un utensilio. La acidez de un poco de jugo de limón añadido puede mejorar el sabor, sobre todo cuando han sido refrigerados. La fusión de la pulpa dulce  también se utiliza para dar sabor al helado  y se corta en el yogur como un delicioso desayuno. La sutileza del sabor limita su utilidad en dulces y ensaladas más complejas. El fruto es una importante fuente de calcio, fósforo, vitamina A y vitamina C.
Medicinal
La fruta demasiado madura de color amarillo dorado oscuro desarrolla una naturaleza mucilaginosa. En Brasil, la gente utiliza esta característica para aliviar la tos, bronquitis y otras aflicciones pulmonares.  Otros usos de la medicina popular son como astringente, anti-anémico y antiinflamatoria y para aliviar la fiebre y diarrea.  
Cultivo
El árbol crece mejor en áreas tropicales  y en los lugares que tienen un clima cálido y húmedo durante todo el año, y es un poco menos resistente que los sapotes relacionados, como el Canistel y zapote (níspero). En los Estados Unidos, crece bien en Sur de la Florida por el norte hasta el Condado de Palm Beach, y ha sobrevivido a breves heladas. Prefiere suelo húmedo, ligeramente ácido con alto contenido orgánico y puede sufrir de deficiencia de hierro ( clorosis ) en suelos alcalinos. Un árbol que se ha plantado solo será frágil y necesita protección contra el viento y el frío.

## Taxonomía
Pouteria caimito fue descrita por (Ruiz & Pav.)  Radlk. y publicado en Sitzungsberichte der Mathematisch-Physikalischen Classe (Klasse) der K. B. Akademie der Wissenschaften zu München 12(3): 333. 1882.